# 杜文靖
杜文靖（1947年—2010年），筆名：杜皓輝、孤準。私立世界新專報業行政科畢業，世新大學社會發展研究所碩士。記者、編輯、台灣詩人，以及台灣歌謠的倡導者。多年在媒體界服務，曾在《自立晚報》、《世界日報》、《民眾日報》、《台灣時報》、《中國時報》、《大世界國際旅遊雜誌》、《自立早報》、《立報》等媒體擔任記者、編輯。心繫台灣歌謠與台灣文學的杜文靖，除了利用業餘時間撰寫相關文章，還投入兩者的推廣活動，曾擔任台灣歌謠著作人協會常務理事、中港厝文化文學工作室負責人、台灣筆會常務理事與秘書長，以及好幾屆的鹽分地帶文藝營總幹事。其創作文類有新詩、小說、報導文學及評論，著有詩集《賦碑》，小說集《午后九點的電話》、 《情繭》 、 《墜落的火球》 ，以及《台北清晨》、《以台灣為名》、《這些人、那些事、某些地方》、《大家來唱台灣歌》、《台灣歌謠歌詞呈顯的台灣意識》、《用台灣話山水》等作品。
2007年9月，杜文靖中風，之後罹患「腦幹梗塞併閉鎖症候群」，臥病在床，無法言語，2010年3月9日辭世。畢生榮獲台北縣2004年度文化藝術人才貢獻獎、2008年鹽分地帶文學貢獻獎。 

## 延伸閱讀
- 國立台灣文學館/編著，《遇見台灣詩人一百：一百位詩人簡介》，2011年「遇見台灣詩人一百」展覽的小冊子。
- 溫秋芬、陳朝海/編著，《第30屆鹽分地帶文藝營研習手冊》，吳三連台灣史料基金會，2008年7月18日出版。